# Megaraptora
Megaraptora ("megaraptoři", v překladu zhruba "velcí lupiči") byl klad, tedy vývojová linie blízce příbuzných dravých teropodních dinosaurů, žijících na území Gondwany (zhruba dnešní kontinenty jižní polokoule) v období rané až pozdní křídy (asi před 130 až 83 miliony let).

## Popis
Tato skupina se pravděpodobně vyvinula na území dnešní Austrálie a postupně se rozšířila i na další kontinenty (zejména do Afriky a Jižní Ameriky). Obvykle se jednalo o středně velké teropody s délkou kolem 6 metrů, největší zástupci ale mohli dosahovat i délky kolem 9 metrů. Obří exemplář o délce kolem 10 metrů s drápy o délce zhruba 35 cm byl objeven v roce 2020 na území Argentiny. U některých druhů je dobře známá pneumatizace (výskyt dutin v kostech).
Historický první fosilní zub dinosaura objevený v Austrálii roku 1910 patřil podle nového výzkumu z roku 2022 rovněž neznámému druhu megaraptorida.

## Systematika
Tento klad spadá do skupiny Avetheropoda a v současnosti do něj řadíme rody Megaraptor, Murusraptor, Aerosteon, Fukuiraptor, Tratayenia, Australovenator, Orkoraptor, Maip a nejspíš i východoasijský Phuwiangvenator. Možným zástupcem je také Rapator, Aoniraptor a Bahariasaurus.